# Новобеличи (деревня)
Новобеличи (бел. Новабелічы) — деревня в Слуцком районе Минской области Беларуси. Относится к Беличскому сельсовету.